# Iso-Valkeinen (sjö i Rautavaara, Norra Savolax, Finland)
Iso-Valkeinen eller Valkeisenlampi är en sjö i Finland. Den ligger i kommunen Rautavaara i landskapet Norra Savolax, i den centrala delen av landet, 400 km nordost om huvudstaden Helsingfors. Iso-Valkeinen ligger 112,2 meter över havet. Den är 14 meter djup. Arean är 1,02 kvadratkilometer och strandlinjen är 5,17 kilometer lång. Sjön  ingår i Vuoksens huvudavrinningsområde. 